# Bonte worteluil
De bonte worteluil (Agrotis vestigialis) is een nachtvlinder uit de familie van de uilen (Noctuidae).

## Beschrijving
De voorvleugellengte bedraagt tussen de 14 en 18 millimeter. De grondkleur van de voorvleugel is donkerbruin. De tekening is goed herkenbaar, met onder andere een lichte maar donker geaderde lengtestreep, scherp omlijnde uilvlekken en lichte schouderkraag. De achtervleugel is vuilwit met een donkere band langs de zoom en een donker maantje in het midden.

## Waardplanten
De bonte worteluil gebruikt diverse kruidachtige planten als waardplant. De rups overwintert en is te vinden van september tot juni.

## Voorkomen
De soort komt verspreid over een groot deel van het Palearctisch gebied voor, ook boven de poolcirkel.

### In Nederland en België
De bonte worteluil is in Nederland en België een niet zo gewone soort, alleen in de duinen is de soort algemeen. De vlinder kent één generatie die vliegt van eind mei tot in september.